# José Bayerlein Marianski

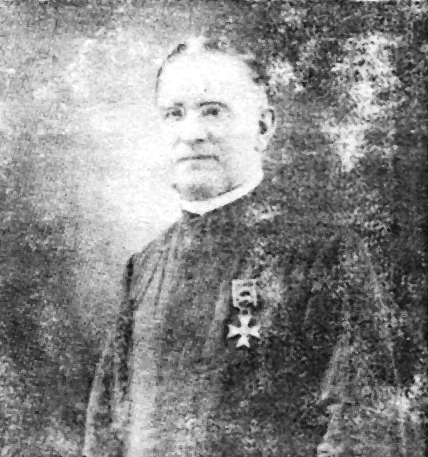
Foto del Padre Marianski. Circa 1933. Perteneciente a la portada de su biografía escrita por Juan Czajkowski, llamada "Un Soldado del Evangelio".

José Bayerlein Marianski, nombre y apellidos originales "Józef Bayerlein Marjański", (n. Poznan, Imperio alemán; 21 de febrero de 1868 –† 1940), de apellido paterno alemán, ya que sus antepasados, 200 años antes, habían emigrado a Polonia. Frecuentemente usaba el apellido materno. Su papá pensaba hacerlo heredero de su tierra, por eso no aceptó la idea de que siguiera estudios eclesiásticos. Después de tres años de servicio militar en la infantería, pudo ingresar al seminario de Heiligkreuz. Antes fue orientado por varios sacerdotes, uno de ellos Arnoldo Janssen. Pasó por el seminario de San Gabriel de Viena, siendo ordenado sacerdote el primero de mayo de 1903. Tenía 35 años. 

## Su primer destino como párroco
Como Misionero del Verbo Divino, fue destinado a la Argentina. Muchos domingos, desde Apóstoles, Provincia de Misiones, a caballo o en carro, llegaba hasta Azara. Por turno, alguna familia le preparaba la comida. Don Francisco José Bialostocki, administrador de la Colonia, le prestó una pieza.
El padre José soñaba con muchas cosas para esa gente: una iglesia grande, con campanas y reloj, escuela, asilo, local para club y teatro, un pueblo bien delineado y arbolado, caminos, plaza, banda de música, asociaciones parroquiales, casa parroquial, puente… ¿Cómo realizar todo esto? En Polonia su único hermano, fue heredero de una fortuna al vender las cien hectáreas paternas, para la construcción de viviendas. Ese dinero lo compartió con José. Además, la SVD siempre lo apoyó en esos emprendimientos. Otros amigos y los gobiernos misioneros, en especial el Dr. Héctor Barreyro, lo apoyaron en sus múltiples obras sociales. 
En 1906 la escuela parroquial contaba con 57 alumnos; de ellos unos 20 eran internos. Los fines de semana se daba catequesis y retiros para diversos grupos: niños, jóvenes, matrimonios… La iglesia fue inaugurada el primer domingo de diciembre de 1910. El 8 de abril de 1911 llegaron las Hermanas Siervas del Espíritu Santo, que se hicieron cargo de la escuela y del asilo.

## Su acción misionera

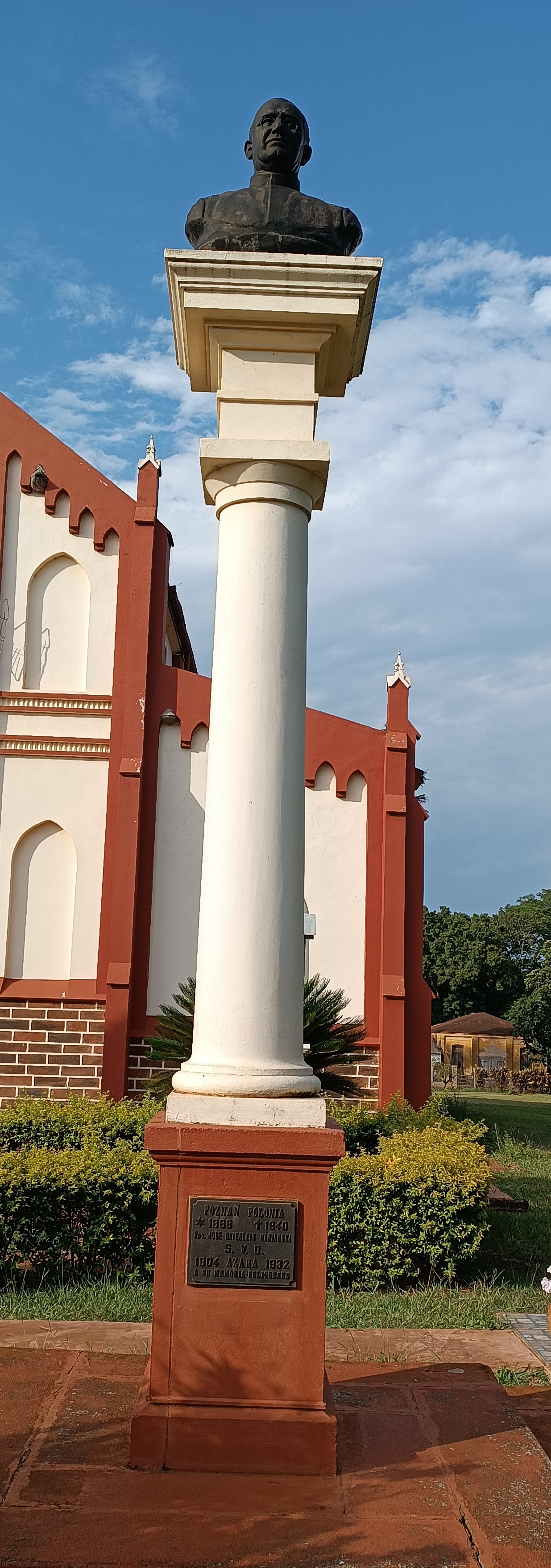
Busto del padre Bayerlein Marianski en la iglesia San Antonio de Padua, Azara

Además de atender Azara, el padre José realizaba giras visitando Concepción de la Sierra, Santa María, Itacaruaré, San Javier, Capilla San Casimiro de Gobernador Roca, Santa Eduvigis en Cerro Corá, Capilla San Vicente, cerca de Andrade, Capilla San Alberto en Colonia Polaca; Capilla San Estanislao en Picada Sueca, Capilla San Jacinto en Campiñas, otra en Picada Galpones, en Invernada Itacaruaré, km. 26 de la Picada San Javier, Capilla Alemana en Andrade, Capilla San Miguel en Picada Belgrano, Capilla María Magdalena en Picada San Javier, Capilla San Martín cerca de Oberá, Capilla San José de Roca Chica. 
Familias jóvenes, desde Azara, buscando nuevas tierras formaban pequeños asentamientos y el padre José no los abandonó espiritualmente. Para confirmar este trabajo de sacerdote misionero traemos el testimonio que nos dejó por escrito el padre Demetrio Terlecki: “Papá había ido a Azara para el bautismo; pero el P. J.B. Marianski estuvo de gira por Misiones. Entonces dio media vuelta y en carro fuimos a Concepción, donde fui bautizado por el P. Gerardo Woeste, párroco de ese pueblo; era el 26 de febrero de 1907”. Las giras del padre Marianski significaban largos y penosos viajes a caballo, sulky o en carro. En los últimos años disponía de una chatita Ford.

## Su acción social
La obra del padre José despertó muchas vocaciones. Numerosos jóvenes siguieron sus pasos como sacerdotes, religiosos, religiosas y misioneros. Fundó el Club “Juan Sobieski” y la Biblioteca “Quo Vadis”, que llegó a tener más de 500 volúmenes. Esto significaba una fuente de formación e información para esos colonos. Fue el fundador de la revista en polaco “Oredownik”. El 16 de noviembre de 1924 salió el primer número. Instaló en Azara una imprenta que le cedió el padre Federico Rademacher desde Posadas. Como no había luz eléctrica la hacía funcionar a pedal. Funcionó aquí hasta 1931. Luego el señor Juan Czajkowski la trasladó a Posadas continuando con esa obra hasta 1950.
En el año 1914 el padre José consiguió para Azara el Correo y Telégrafo. En todos los emprendimientos contaba con la colaboración incondicional de los colonos. Para facilitar trámites el gobernador de Misiones, Coronel López, nombró al padre José presidente de la Comisión de Fomento (intendente). Su gestión fue meritoria. Urbanizó el pueblo. A él se debe el puente sobre el Tuna y Chimiray.

## Sus últimos años
La obra gigantesca del P. Bayerlein Marianski fue reconocida y aun hoy admirada por muchos. Pero en su camino no faltaron los traidores y enemigos ideológicos que quisieron anularlo, hasta con calumnias falaces. Se retiró de Azara en octubre de 1931. En alta Silesia, Polonia, pasó sus últimos años. Desde allí continuó apoyando y animando a las comunidades, para él tan queridas, diseminadas en la geografía de la Tierra Colorada. En 1940, durante una procesión murió de un infarto. Tenía 74 años. Su obra misionera perdura en la historia.